# L'ultima volta (Sarah Toscano)
L'ultima volta è un brano musicale della cantautrice italiana Sarah Toscano (accreditata come Sarah), pubblicato il 17 maggio 2024 come quinta traccia del secondo EP Sarah.

## Descrizione
Il brano, scritto dalla stessa cantautrice con Emanuela Caricchia, Francesco Sponta, Daniele Autore, in arte Danusk, ed Emanuele Cotto, in arte Etta Matters o più semplicemente Etta, è prodotto da questi ultimi due.

## Tracce
Testi di Sarah Toscano, Daniele Autore, Emanuela Caricchia, Emanuele Cotto e Francesco Sponta, musiche di Daniele Autore ed Emanuele Cotto.
1. L'ultima volta – 2:45

## Formazione
- Sarah Toscano – voce
- Daniele "Danusk" Autore – programmazione, produzione
- Emanuele "Etta" Cotto – programmazione, produzione